# Konrad Witz

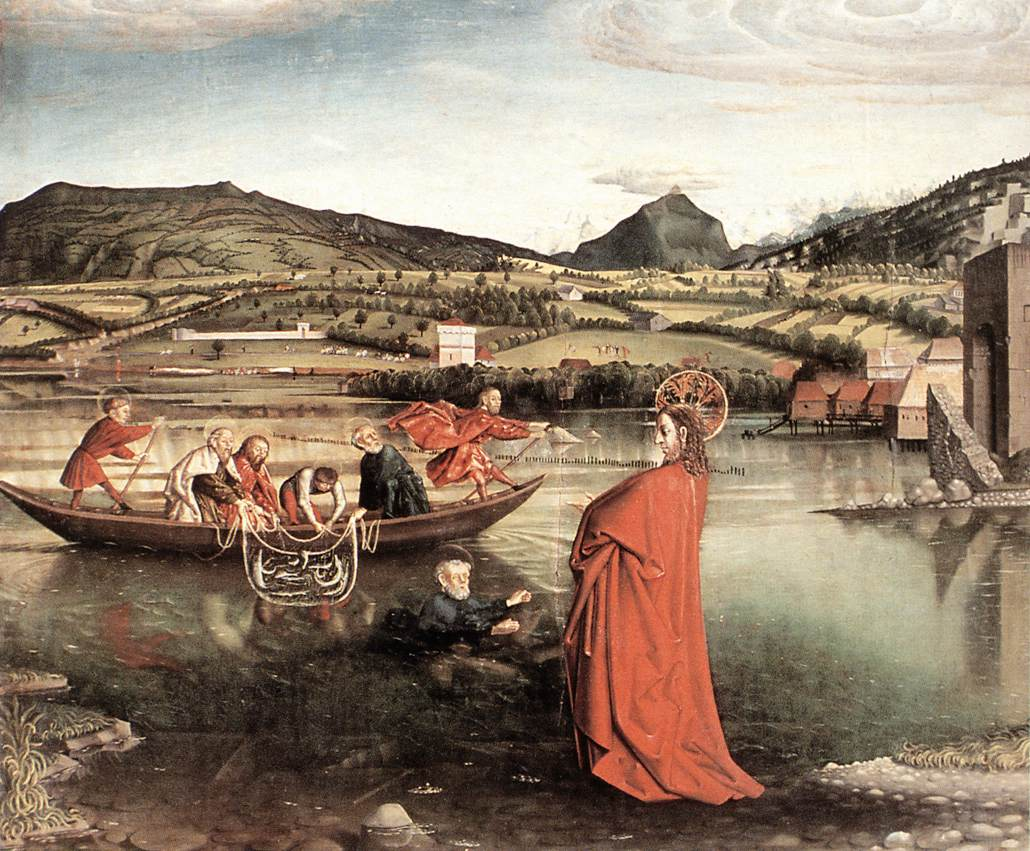
Konrad Witz – Petri fiskafänge (1444). Musée d’Art et d’Histoire, Genève.

Konrad Witz, född cirka 1400, död 1445, var en tyskfödd målare verksam i Schweiz. 

## Biografi
Witz var påverkad av samtida nederländskt måleri vilket kan spåras i hans borgerligt realistiska framställningar av helgon och bibliska gestalter. Hans stora Petrusaltare i Genève är intressant som en av den västerländska konstens första landskapsmålningar.
Den berömda målningen är Petri fiskafänge (1444). Landskapet, där man ser Genèvesjön och Mont Salève, kontrasterar genom precisionen i sin realism och sina nyanser mot den massiva röda manteln på Kristusgestalten, som står fixerad i en konventionell ställning. Den djärva geometriseringen av vissa former och vattnets extrema genomskinlighet står också i kontrast till den arkaiserade Petrusgestalten, som befinner sig såväl i båten som i vattnet.